# Carnaval de Saverne
Le Carnaval de Saverne est une fête traditionnelle ayant lieu tous les ans à Saverne. 

## Histoire
Comme partout en Alsace, le carnaval est une tradition très ancienne à Saverne. 
Le lundi suivant le cinquième dimanche après l'Épiphanie, on servait une collation dans la salle du Magistrat (Ratstube). Les notables ainsi que leurs épouses y étaient conviés. De paisible collation au début, on en arrive avec le temps à de vrai festins, voire à des beuveries avec danses et farces. 
Entre les deux guerres, le Cercle Catholique d'hommes et de jeunes gens organise des Kappensitzungen au foyer Saint-Joseph. Dès l'après-guerre, probablement en 1947, le Théâtre Alsacien, puis la Tricolore reprennent cette tradition.
De son côté, la Concordia prenait traditionnellement en charge le soirées de bal masqué au château des Rohan. Lors du samedi précédent carnaval et le soir du mardi gras, la salle Marie-Antoinette était décorée selon un thème.
À l'initiative de la Société Carnavalesque Einhorn, la première cavalcade avec des troupes étrangères à la ville a lieu le 10 mars 1979. 
De par sa situation géographique, Saverne se trouve à la confluence de deux grands courants Carnavalesques. Les traditions Savernoises sont par conséquent le fruit d’un savant brassin des coutumes Carnavalesques Rhénanes et des traditions alémaniques. De ce panachage est né les spécificités Savernoises qui se traduisent notamment pas la présence d’un groupe typiquement alémanique créé en 1984 les Hobarrer Deifel (les Diables du Haut-Barr), tout en attribuant une symbolique particulière au chiffre 11, héritage direct des Carnavals Rhénans.

## Sources
- Petit Historique du Carnaval à Saverne, tiré d'un article de M. F. Kuchly, dans la revue de la Société d'Histoire et d'Archéologie de Saverne et Environs (SHASE).